# Antaresia childreni
Antaresia childreni är en ormart som beskrevs av John Edward Gray 1842. Antaresia childreni, som uppkallats efter John George Children, ingår i släktet Antaresia och familjen pytonormar. Inga underarter finns listade i Catalogue of Life. Det svenska trivialnamnet australisk dvärgpyton förekommer för arten.
Denna orm förekommer i norra Australien. Habitatet varierar mellan skogar och öknar. Arten gömmer sig ofta mellan stenar. Den vistas vanligen på marken men den kan klättra i trädens låga delar.
Antaresia childreni når vanligen en längd av cirka 85 cm och sällan upp till en meter. Liksom andra arter av samma släkte men i motsats till flera andra pytonormar förekommer stora fjäll på huvudets topp och mindre fjäll på andra delar av kroppen. Några fjäll nära munnen har groporgan. Huvudet kännetecknas dessutom av stora framåtriktade ögon med lodräta pupiller. Ungdjur har tydliga bruna fläckar och hos vuxna exemplar är färgen nästan enhetlig brun.
Ormen jagar andra kräldjur, mindre fåglar och små däggdjur som kvävs ihjäl. Honan lägger cirka 15 ägg per tillfälle.

## Bildgalleri

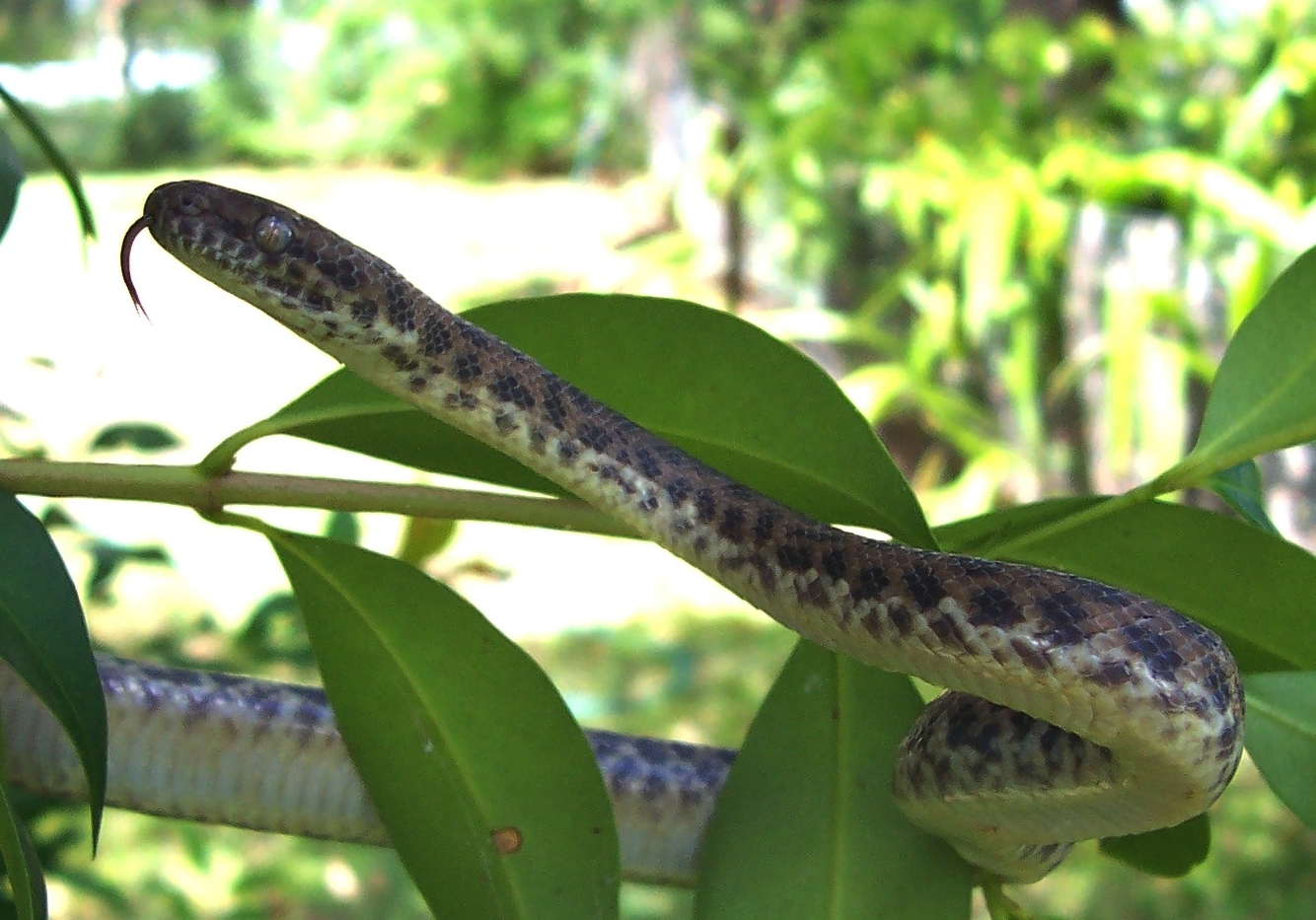
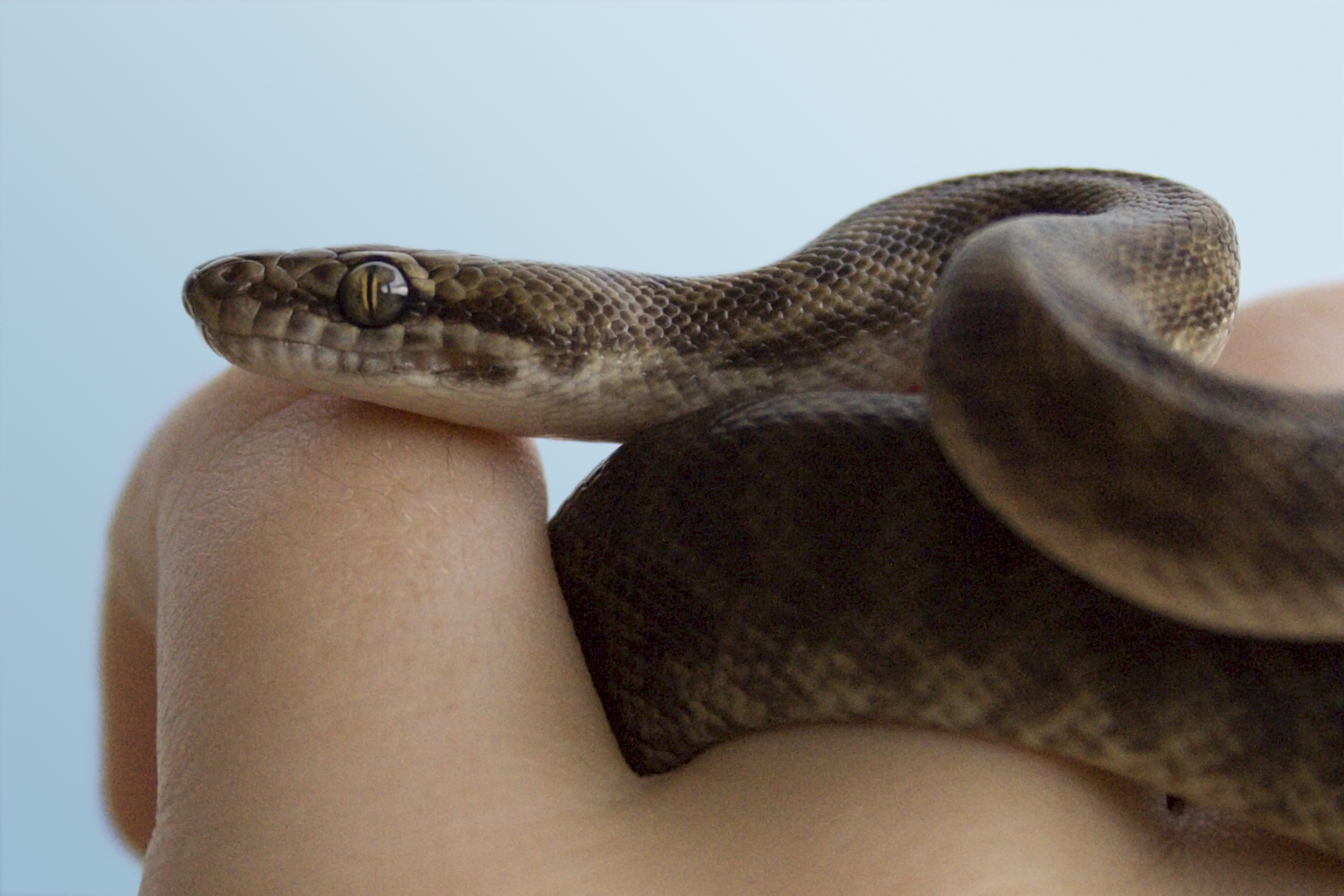
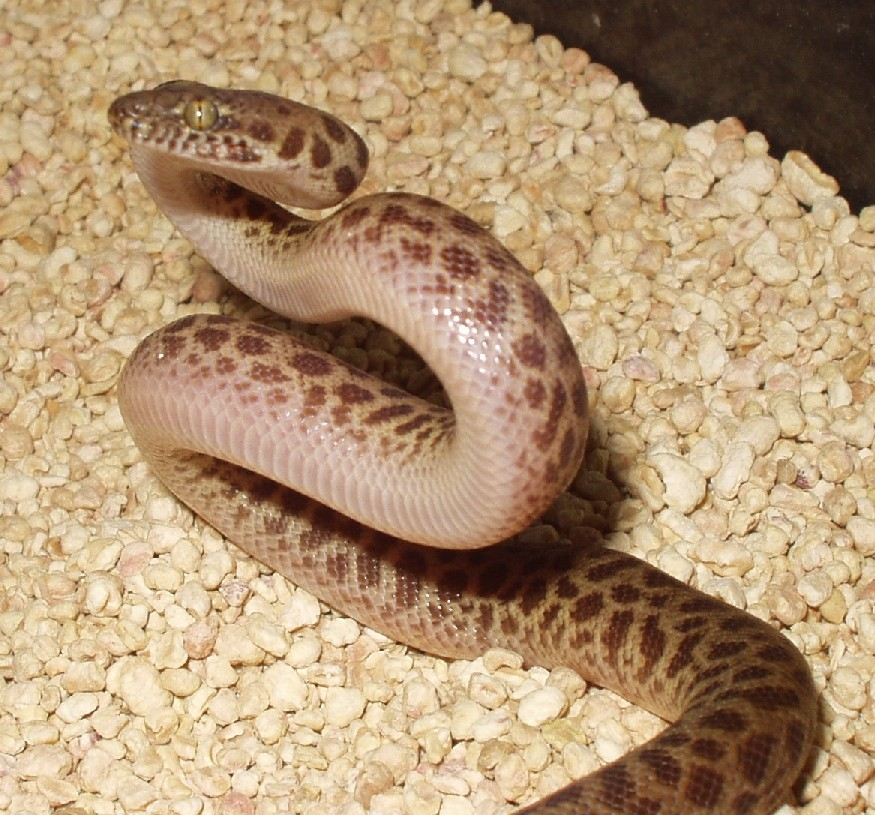
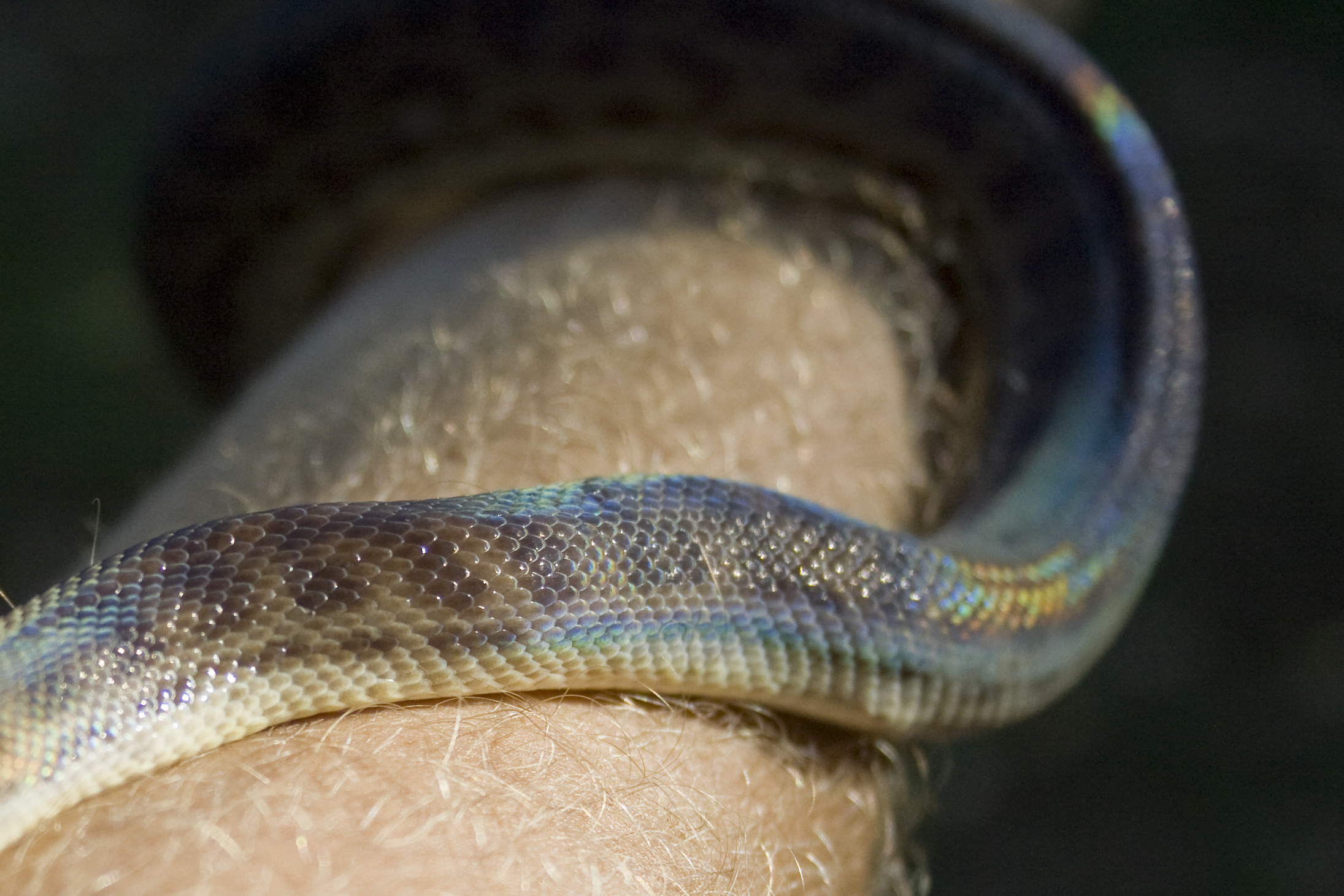